# سحيل غانم (شبام)
'

تعديل مصدري - تعديل

سحيل غانم هي إحدى قرى عزلة شبام بمديرية شبام التابعة لمحافظة حضرموت، بلغ تعداد سكانها 857 نسمة حسب تعداد اليمن لعام 2004.